# Palazzo Vescovile (Montalcino)
Il Palazzo Vescovile è un palazzo situato a Montalcino, tra via Spagni e via Cialdini. 

## Storia
L'edificio venne costruito nel 1625, a spese e per volontà di Ippolito Borghesi, vescovo della diocesi di Montalcino (dal 26 marzo 1618 al 1 settembre 1636). Nel 1862 la struttura venne completamente ristrutturata. Con la costituzione dell'arcidiocesi di Siena-Colle di Val d'Elsa-Montalcino nel 1986, il palazzo perse la sua funzione originaria e finì in disuso: oggi si trova in una situazione di degrado.

## Descrizione
La struttura, di forma irregolare ed elegante, si sviluppa su tre piani (compreso il pian terreno). Ad eccezione di alcuni dettagli in laterizio (come le cornici delle finestre e il cornicione del tetto) l'edificio è completamente intonacato.